# Most czołgowy

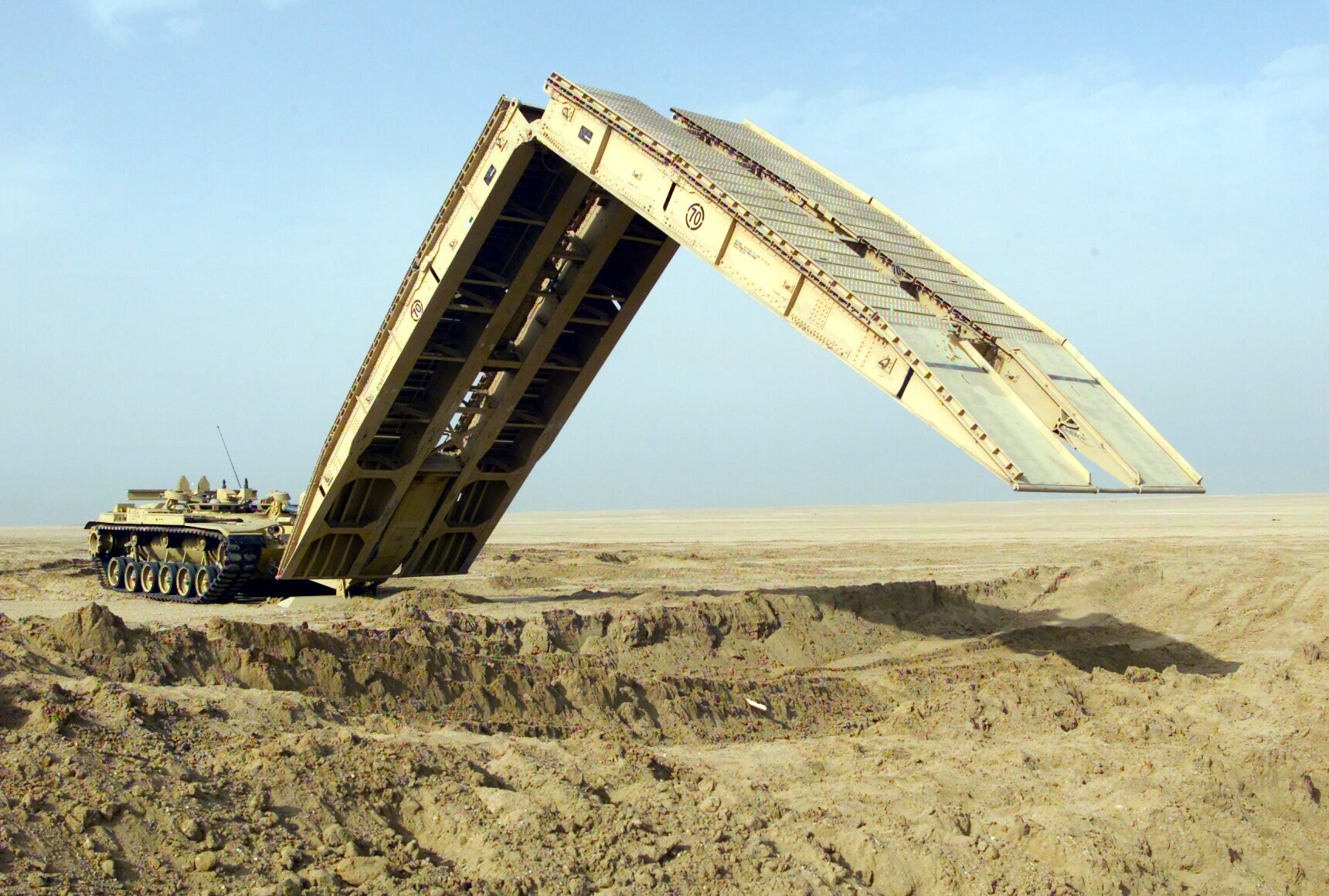
Amerykański most czołgowy M60A1 AVLB

Most czołgowy – wóz zabezpieczenia technicznego budowany na zmodyfikowanym, pozbawionym wieży i kilku innych elementów podwoziu czołgowym. Jego głównym zadaniem jest zapewnienie możliwości szybkiego przekraczania rzek, urwisk i jarów. Przykładami takich pojazdów są: BLG-67, Brückenlegepanzer 68, Biber, M48 AVLB, M60A1 AVLB, MTU-12 lub MTU-20